# Montageturm

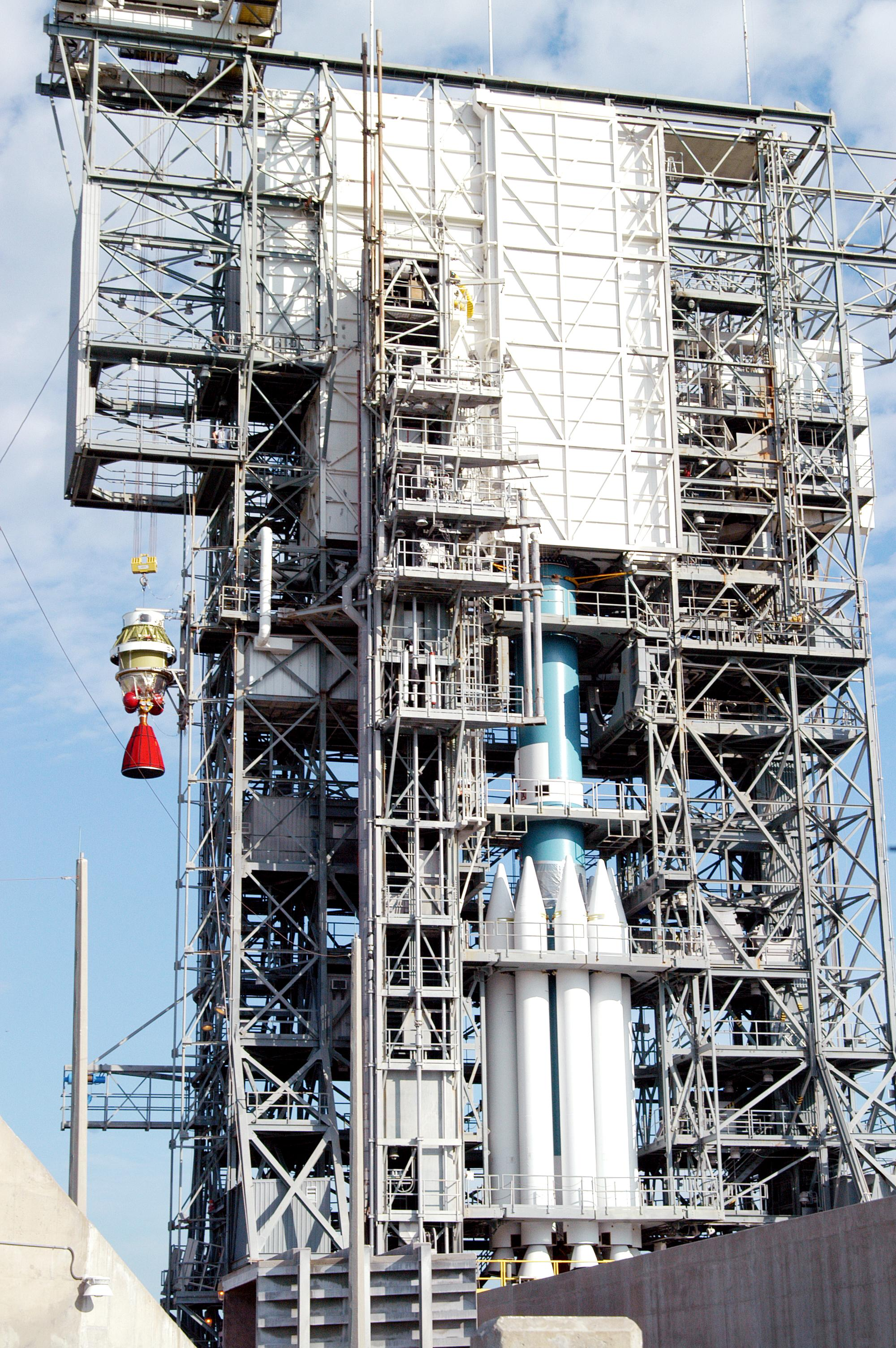
Montageturm einer Delta-II-Rakete

Ein Montageturm ist eine, meist auf Schienen montierte, fahrbare Konstruktion auf Raketenstartrampen. Er dient dazu, die Rakete auf dem Starttisch aufzurichten oder auch gegebenenfalls zusammenzubauen. Er wird einige Stunden vor dem Start von der Rakete weggefahren, während ein Startturm als Teil der Startrampe bis zum Start verbleibt. In einigen Fällen übernimmt der Montageturm zusätzlich auch die Funktion eines Versorgungsturms.